# Nanon (personnage de Balzac)
Nanon est un personnage de La Comédie humaine d’Honoré de Balzac. 
Née en 1768, elle a été gardeuse de vaches avant d'entrer au service du père Grandet, à l'âge de vingt-deux ans. Elle a beaucoup d'affection pour Eugénie dont elle se fait parfois la complice, et elle se permet quelques écarts dans sa gestion économe de la maison pour faire plaisir à Charles Grandet.
Mais elle est encore plus dévouée à Félix Grandet. C'est elle qui aide le père Grandet à sortir clandestinement son or pendant la nuit. En 1819, malgré ses maigres gages, elle a réussi à économiser quatre mille francs qu'elle place en viager chez maître Cruchot.
À la mort de son père, Eugénie lui offre un viager de douze cents francs et fait d'elle sa femme de confiance. Nanon gère alors tout dans la maison, ainsi que les intérêts d'Eugénie. À cinquante-neuf ans, Nanon est un parti assez intéressant pour Antoine Cornoiller qui l'épouse, non seulement pour sa fortune, mais aussi pour ses qualités.
Pour tout le monde, Nanon est « la Grande Nanon », ceci en raison de sa taille exceptionnelle qui correspond à 1,93 m. 
Honoré de Balzac donne sa taille en pieds et en pouces :

« La Grande Nanon était peut-être la seule créature humaine capable d'accepter le despotisme de son maître. Toute la ville l'enviait à monsieur et à madame Grandet. La Grande Nanon, ainsi nommée à cause de sa taille haute de cinq pieds huit pouces, appartenait à Grandet depuis trente-cinq ans. »

Elle n'apparaît pas dans d'autres romans de La Comédie humaine.